# Frank Baumann
Frank Baumann (Würzburg, 1975. október 29. –) német válogatott labdarúgó.

## Pályafutása

### Klubcsapatokban
Profi pályafutását az 1. FC Nürnberg csapatainál kezdte 1991-ben, ahol hamar felfedezték jó védekezőképességét. A nürnbergieknél összesen 5 szezont töltött, 162 mérkőzésen lépett pályára és 16 gólt szerzett. Ezután 1999-ben a Werder Bremen szerződtette.
Első szezonjában 5 gólt szerzett és annak ellenére, hogy csapata a 9. helyen végzett indulhattak az UEFA-kupában. A német-kupában a döntőig meneteltek, de végül a Bayern München ellen vereséget szenvedtek.
A 2003/04-es bajnoki idényben sikerült megnyernie a bajnokságot és a kupát is.
A 2008–2009-es UEFA-kupa sorozatban a 2009-es UEFA-kupa-döntőt játszhatott a Werder. Az elődöntőben a Hamburg ellen Baumann góljával jutottak tovább, amit egy szöglet utáni beadásból szerzett. A gól érdekessége, hogy a szögletet megelőzően a labda egy a hazai szurkolók által a pályára bedobott nagyobb méretű papír galacsinon pattant fel és a hamburgi védő lyukat rúgva nem tudott tisztázni, így következhetett a sarokrúgás.
Visszavonulását 2009. május 20-án jelentette be.

### A válogatottban
A német labdarúgó-válogatottban összesen 28 alkalommal játszhatott és ezeken a mérkőzéseken 2 gól fűződik a nevéhez. A nemzeti együttesben 1999. november 14-én mutatkozott be Oslóban Norvégia ellen, ahol 1–0-s német győzelem született. Tagja volt a 2002-es világbajnokságon és a 2004-es labdarúgó-Európa-bajnokságon részt vevő válogatott keretének. 2002-ben világbajnoki ezüstérmes lett, de mindössze csak 1 mérkőzésen lépett pályára (Paraguay ellen a legjobb 16 között). 2004-ben három mérkőzésen két alkalommal játszott és már a csoportkör után kiestek.

## Díjak
- Werder Bremen
  - Bundesliga: 2003–2004
  - Német kupa: 2003–2004, 2008–2009, második hely: 1999–2000
  - Német labdarúgó-ligakupa: 2006, második hely: 1999, 2004
- Németország
  - világbajnokság: Második hely: 2002